# Jalovec poléhavý
Jalovec poléhavý (Juniperus procumbens, syn. J. chinensis var. procumbens) je jehličnatá dřevina z čeledi cypřišovité. Je to poléhavý keř s jehlicovitými listy a šedými letorosty. Pochází z Japonska. V České republice je zřídka pěstován jako okrasná pokryvná dřevina.

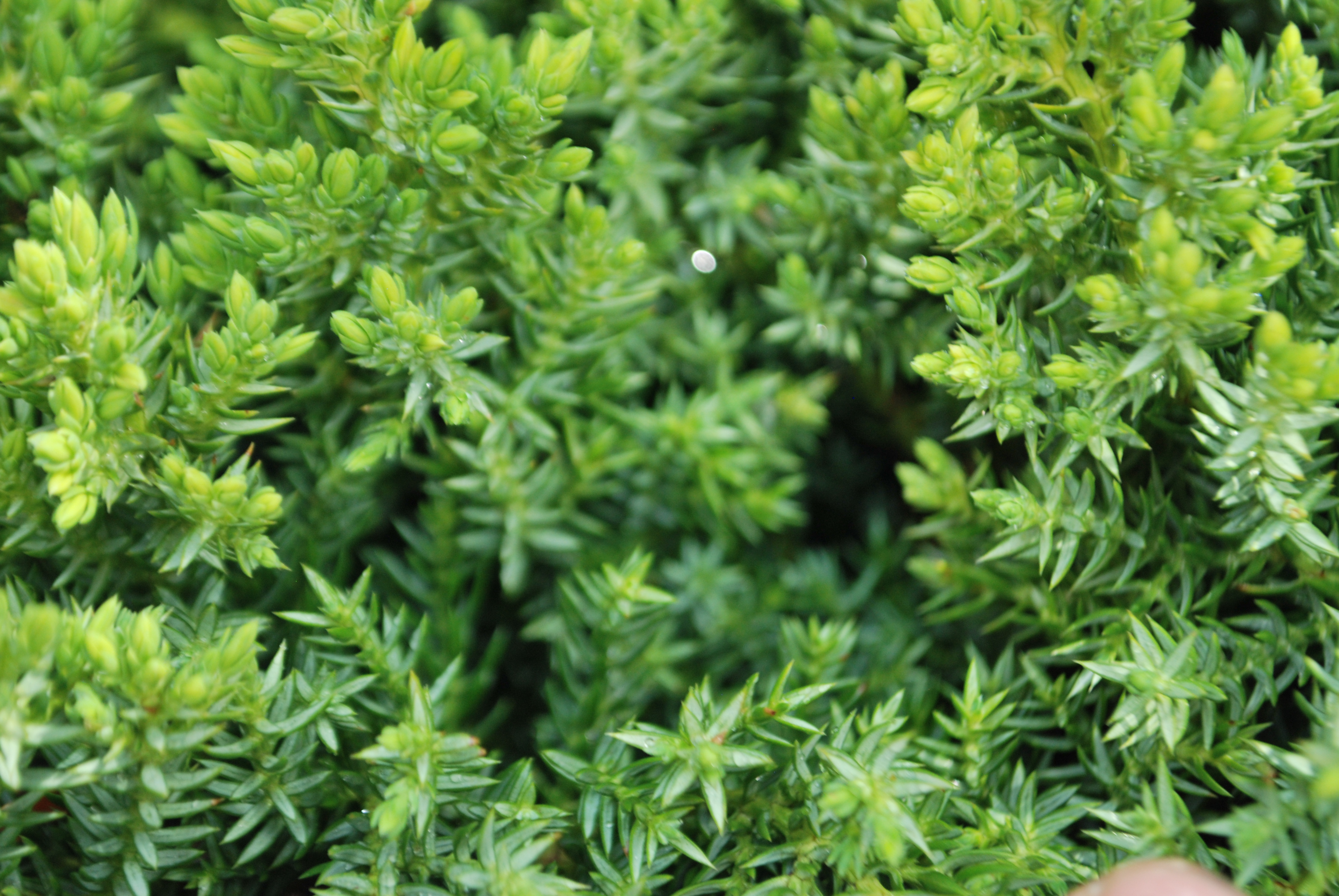
Detail jehličí jalovce poléhavého

## Popis
Jalovec poléhavý je plazivý keř dorůstající výšky 40 až 70 cm. Větve jsou dlouhé, poléhavé, na konci vystoupavé. Letorosty jsou husté, tuhé, sivé. Jehlice jsou tuhé, jehlicovité, 6 až 8 mm dlouhé, na vrcholu ostře špičaté, na bázi sbíhavé, nestejné délky, uspořádané v přeslenech po třech. Na svrchní straně jsou žlábkovité, sivé, se zeleným středním pruhem, na rubu modrozelené, při bázi se 2 bílými skvrnami. Pouze výjimečně jsou přítomny i šupinovité jehlice. Samčí šištice nejsou známy. Zralé jalovčinky jsou smáčkle kulovité, černé, na povrchu se šedým povlakem, 8 až 9 mm široké. Obsahují 2 až 3 semena.

## Rozlišovací znaky
Jalovec poléhavý je podobný jalovci šupinatému, má však delší a tužší jehlice, sivé letorosty a jalovčinka|jalovčinky s více semeny.

## Taxonomie
Některé zdroje uvádějí tento taxon jako samostatný druh, jiné jako varietu Juniperus chinensis var. procumbens.

## Rozšíření
Vyskytuje se na pobřeží japonského ostrova Kjúšú a na Boninských ostrovech.

## Kultivary
- Juniperus procumbens 'Bonin Isles'
- Juniperus procumbens 'Greenmound'
- Juniperus procumbens 'Kishiogima'
- Juniperus procumbens 'Nana'
- Juniperus procumbens 'Santa Rosa'
- Juniperus procumbens 'Trained'
- Juniperus procumbens 'Variegata'[7][8]

## Význam

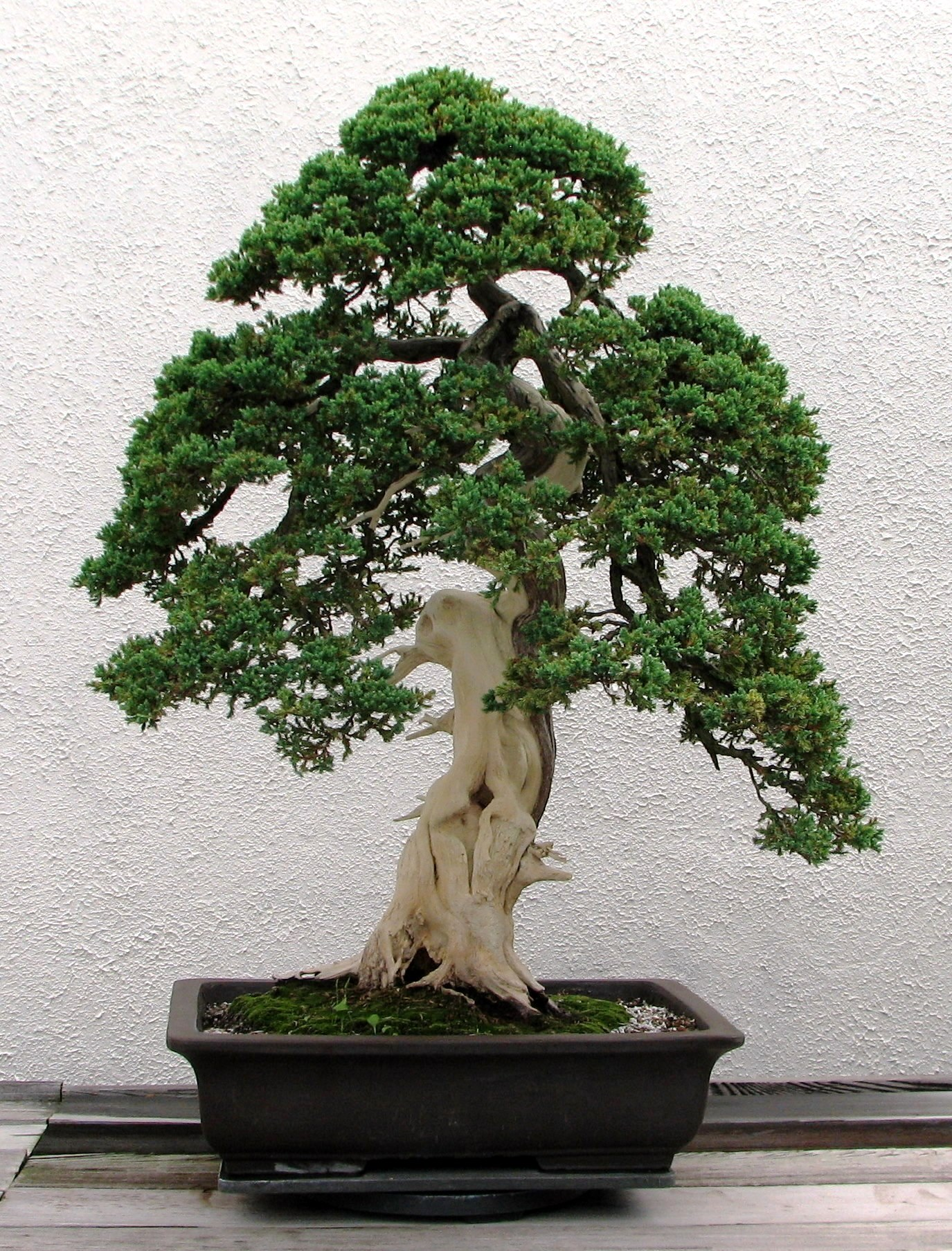
Jalovec poléhavý jako bonsaj

Jalovec poléhavý je pěstován jako okrasná pokryvná dřevina. Z českých botanických zahrad a arboret je uváděn pouze z Dendrologické zahrady v Průhonicích, kde je pěstován též v kultivarech 'Nana' a 'Bonin Isles'.

## Pěstování
Je to poměrně teplomilný druh jalovce. Zóna odolnosti je udávána 8, je tedy mrazuvzdorný do -7 až -12 °C. Vyhovuje mu slunné stanoviště. Na půdu je nenáročný, může být zásaditá nebo kyselá. Množí se zejména řízkováním, možné je i hřížení nebo výsev semen.